# Andras

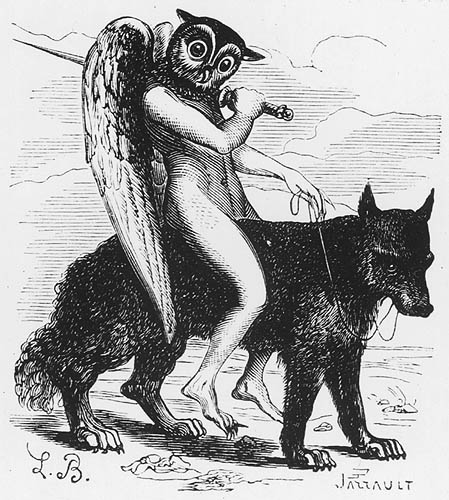
Andras in einer Darstellung aus dem Dictionnaire Infernal von Collin de Plancy (1863)

Andras ist ein Dämon, der in der Ars Goetia als Dämon aufgelistet wurde. Dort wird er als ein Engel mit dem Kopf eines Raben oder einer Eule beschrieben, der auf einem schwarzen Wolf reitet und ein Schwert in seiner Hand trägt. Nach der Beschreibung ist es seine Aufgabe, Disharmonien zu säen.
Auch in den Dämonologien von Johann Weyer (De praestigiis daemonum, 1563, dort im Appendix Pseudomonarchia Daemonum) und Jacques Albin Simon Collin de Plancy (Dictionnaire Infernal, 1818) wird Andras beschrieben.